# Arroyo del Soldado
Arroyo del Soldado är en ort i Mexiko.   Den ligger i kommunen Chacaltianguis och delstaten Veracruz, i den sydöstra delen av landet, 400 km öster om huvudstaden Mexico City. Arroyo del Soldado ligger 8 meter över havet och antalet invånare är 793.
Terrängen runt Arroyo del Soldado är mycket platt. Runt Arroyo del Soldado är det ganska glesbefolkat, med 34 invånare per kvadratkilometer. Närmaste större samhälle är Cosamaloapan de Carpio, 6,1 km norr om Arroyo del Soldado. Trakten runt Arroyo del Soldado består till största delen av jordbruksmark.